# Oxyde mixte de baryum, de cuivre et de terre rare

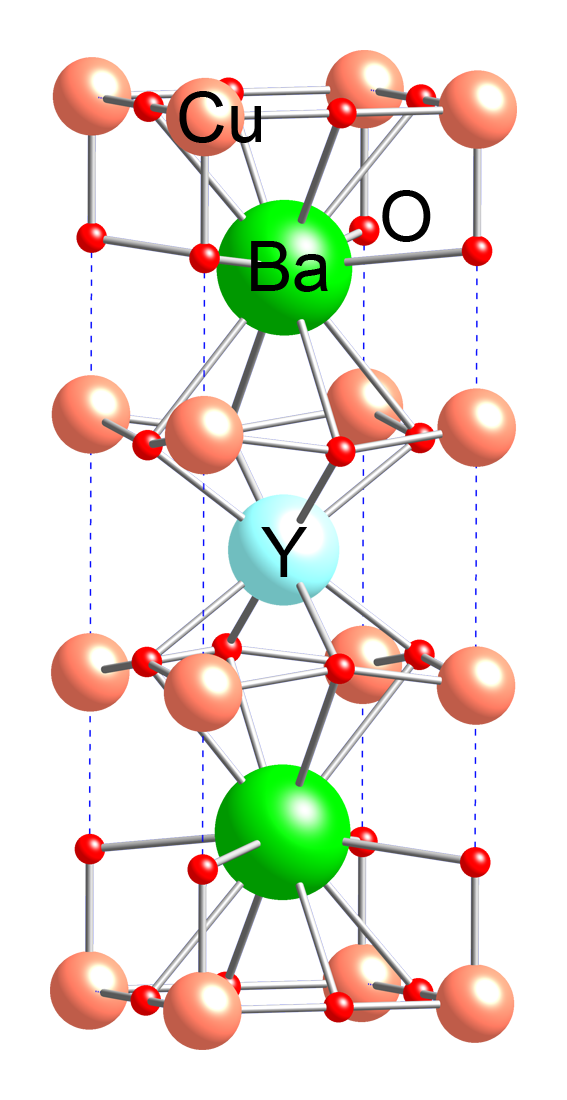
Maille élémentaire de l'oxyde mixte de baryum, de cuivre et d'yttrium.

Les oxydes mixtes de baryum, de cuivre et de terre rare, ou REBCO, forment une famille de composés chimiques connus pour être des supraconducteurs à haute température. Leur champ magnétique critique Hc et leur température critique Tc élevées en font des matériaux intéressants pour le développement d'applications pour réacteurs de fusion nucléaire par confinement magnétique tels que les réacteurs d'architecture ARC (en) car ils permettent de concevoir des structures compactes meilleur marché ; ils sont également étudiés pour la réalisation de nouveaux électroaimants supraconducteurs pour accélérateurs de particules tels que le LHC au CERN,.
Le plus connu de ces matériaux est l'oxyde mixte de baryum, de cuivre et d'yttrium YBa2Cu3O7–δ, noté Y123, premier supraconducteur connu dont la température critique se situe au-dessus du point d'ébullition de l'azote liquide à pression atmosphérique. Sa stœchiométrie en atomes d'yttrium, baryum et cuivre est 1:2:3 et sa structure cristalline est celle de pérovskites dans laquelle l'yttrium et le baryum sont empilés selon une séquence [Ba-Y-Ba-] le long d'un axe noté c de manière conventionnelle (vertical dans le schéma). La structure résultante appartient au système orthorhombique, contrairement aux autres cuprates supraconducteurs qui cristallisent généralement dans le système tétragonal. Tous les sites d'angle de la maille élémentaire sont occupés par des atomes de cuivre, qui ont deux coordinnées notées Cu(1) et Cu(2) en fonction des atomes d'oxygène. Il existe en revanche quatre sites possibles pour les atomes d'oxygène, notés O(1), O(2), O(3) et O(4).
Diverses terres rares peuvent être utilisées dans les REBCO, comme l'yttrium (YBCO), le lanthane (LBCO), le samarium (Sm123), le néodyme (Nd123 et Nd422), le gadolinium (Gd123) et l'europium (Eu123), notations dans lesquelles les nombres indiquent la stœchiométrie des terres rares, du baryum et du cuivre.
Ces matériaux sont des céramiques fragiles qui ne se prêtent pas facilement à la réalisation de fils et de câbles. Dans les années 2010, il est cependant devenu possible de produire des bandes et rubans en REBCO enrobé, ce qui ouvre la voie à leur commercialisation.